# アブドゥル・ソマド
アブドゥル・ソマド・バトゥバラ（アラビア語：عَبْدُ ٱلصَّمَدِ بَاتُوبَارَا、ローマ字：Abduṣ-ṢamadBātūbārā、1977年5月18日 - ）は、インドネシアの説教者、宗教学者。 北スマトラ州のアサハン県出身。 現在はリアウにあるスルタンシャリフカシムII州立イスラム大学（UIN Suska）で講師を務めている。講義に加えて、アラビア語の出版物の翻訳やクルバニやサラートなどの個々の主題に関する宗教ガイドを含む本を執筆している。

## 人気
インドネシアでインターネットユーザーが急増した時期に、主にYoutubeとソーシャルメディアで目立つようになった。 彼はダワーを提供する際のユーモラスなレトリックでよく知られている。イスラム教に関する彼の見解は、コーランとスンナに関する文字通りのトピックを網羅する彼の講義で保守的かつ客観的であると考えられている。これらの要因により、彼は3年足らずで何百万人ものフォロワーを集めることができ、多くの人々にインスピレーションを与えた。